# Yurmaine
Yurmaine, artiestennaam van Germaine Romero, is een Curaçaos-Nederlandse rapper.

## Biografie
Romero komt uit Curaçao en vertrok op elfjarige leeftijd naar Nederland. Hij kwam te wonen in Amsterdam en was lid van de groep Green Gang. Met deze groep was hij betrokken bij verschillende criminele activiteiten; in 2009 werd hij veroordeeld voor zes jaar gevangenisstraf na betrokkenheid bij een schietpartij in Amsterdam-Zuidoost. In de gevangenis begon hij met het schrijven van liedteksten. In 2015 vermoedde justitie dat Romero op een dodenlijst stond van de crimineel Cor van der T. en Het Parool meldde in 2019 dat hij in 2017 op een dodenlijst stond van Caloh Wagoh.
Hij stapte van zijn criminele leven af en besloot zich te focussen op zijn muziek, mede doordat hij vader werd en hij ging nadenken wat hij zijn kind zou achterlaten indien hij doodging, qua geld en qua mindset. In 2020 kwam hij met zijn eerste single Niet meer die hij uitbracht bij het label OJFam Entertainment. In de jaren daarna had hij samenwerkingen met Broertje, Jairzinho en Hef, voordat hij in 2022 met Lijpe en CAPSLOCKED de single Rust uitbracht. Dit nummer werd de grootste hit van Yurmaine en bereikte de 41e plek van de Single Top 100. Hij deed in mei 2022 een studiosessie bij 101Barz. In juli van dat jaar bracht hij zijn debuut-ep Tweestrijd uit, met daarop samenwerkingen met Lijpe, Hef, Jonna Fraser, Djaga Djaga, Jordymone9, CAPSLOCKED, Henkie T, Chivv, Danique en Quesswho.
Na Tweestrijd bracht Yurmaine verschillende singles uit, waaronder Onder druk en Daden wegen meer (met KA en OCS). Andere artiesten waar Yurmaine nog mee samenwerkte, zijn Sevn Alias, Donii, D-Double, Kalibwoy, Zarfani en Gianski. In 2024 bracht hij zijn debuutalbum 2009 uit. Hierop stonden samenwerkingen met onder andere Josylvio, Lijpe, Roxy Rosa, KA, OCS, Djaga Djaga, Jordymone9, Chivv en Sevn Alias.

## Discografie

### Albums
| Album      | Verschijnen | Label               | Hitlijsten | Hitlijsten | Opmerkingen   |
| Album      | Verschijnen | Label               | NL         | NL         | Opmerkingen   |
| Album      | Verschijnen | Label               | Piek       | Weken      | Opmerkingen   |
| ---------- | ----------- | ------------------- | ---------- | ---------- | ------------- |
| Tweestrijd | 3 juli 2022 | OJFam Entertainment | 53         | 1          | Extended play |

### Nummers met notering(en) in een hitlijst
| Lied                           | Verschijnen  | Album      | Hitlijsten   | Hitlijsten   | Opmerkingen |
| Lied                           | Verschijnen  | Album      | NL (Top 100) | NL (Top 100) | Opmerkingen |
| Lied                           | Verschijnen  | Album      | Piek         | Weken        | Opmerkingen |
| ------------------------------ | ------------ | ---------- | ------------ | ------------ | ----------- |
| Rust (met Lijpe en CAPSLOCKED) | 3 maart 2022 | Tweestrijd | 41           | 3            |             |